# Николај Римски-Корсаков
Николај Андрејевич Римски-Корсаков (рус. Николай Андреевич Римский-Корсаков; Тихвин, 18. март 1844 — Љубенск, 21. јун 1908) је био руски композитор, један од петорице композитора познатих као „Велика петорка“, и професор хармоније и оркестрације. Био је познат по наклоности према народним и бајковитим темама и по својој изванредној вештини оркестрације, на коју је могла утицати његова синестезија.

## Биографија
Николај Римски-Корсаков је рођен у Тихвину, 200 km источно од Санкт Петербурга, у аристократској породици. Рано је испољио музички таленат, али је студирао на Руској поморској академији у Санкт Петербургу. Након окончања студија придружио се Руској морнарици. Године 1861. упознао је Милија Балакирјева и тада је почео озбиљније да се бави музиком. Балакирјев га је охрабривао да компонује и подучавао га је музици док није био на мору. Преко Балакирјева је упознао друге композиторе групе која је постала позната као „Моћна гомилица“ или „Велика петорка“. Док је био у морнарици, Римски-Корсаков је завршио своју Прву симфонију (1861 — 1865). Понекад се тврди да је то била прва симфонија једног Руса, међутим Антон Рубинштајн је своју прву симфонију компоновао 1850. године. Пре повлачења из службе 1873. године, Римски-Корсаков је такође завршио прву верзију свог познатог оркестарског дела Садко (1867) и оперу Псковичанка (1872). Римски-Корсаков је ова три дела ревидирао касније у животу. У сарадњи са Александром Глазуновим довршио је Бородинову оперу „Кнез Игор“.
Године 1871, и поред тога што се образовао унутар „Велике петорке“, а не на конзерваторијуму, Римски-Корсаков је постао професор композиције и оркестрације на Санкт Петербуршком конзерваторијуму. Наредне године се оженио Надеждом Николајевном Пурголд (1848—1919), која је такође била пијаниста и композитор. Током првих неколико година на Конзерваторијуму, Римски-Корсаков је ревносно проучавао хармонију и контрапункт како би употпунио образовање стечено у „Великој петорци“.
Од 1883. до 1894. године Римски-Корсаков је радио као члан Дворског хора. Тај положај пружио му је прилику за проучавање музике Руске православне цркве. Такође је постао диригент и руководио је симфонијским концертима под покровитељством Митрофана Бељајева, као и програмима у иностранству.
Године [1905.] Римски-Корсаков је удаљен са Санкт Петербуршког конзерваторијума због испољавања одређених политичких погледа које власти нису одобравале. Тај догађај је довео до серије оставки његових колега са Конзерваторијума и на крају му је враћена професура. Политичка контроверза је настављена са његовом опером Златни петлић, чија је оштра критика монархије узнемирила цензоре до те мере да је премијера одлагана до 1909. године, након композиторове смрти.
Пред крај живота Римски-Корсаков је имао срчане сметње. Умро је у Љубенску 1908. године и сахрањен је на тиквиншком гробљу у манастиру Александра Невског у Санкт Петербургу. Његова удовица Надежда је до краја живота чувала његову заоставштину.
Римски-Корсаков је имао седморо деце: Михаила, Софију, Андреја, Владимира, Надежду, Маргариту и Славчика. Кћерка Надежда се 1908. године удала за руског композитора Максимилијана Штајнберга. Андреј је био музиколог и написао је вишетомну студију очевог живота и дела која садржи и поглавља посвећена мајци Надежди. Његов нећак Георгиј Михаилович Римски-Корсаков (1901—1956) је такође био композитор.

## Музика
Римски-Корсаков је био плодан композитор. Највећи део његовог композиторског рада припада опери. У његовом опусу постоји 15 опера, међу којима се издвајају Бесмртни Кашчеј и Бајка цара Салтана. Теме његових опера су у опсегу између историјских мелодрама као што је Царева невеста, народних опера као што је Мајска ноћ и бајки као што је Сњегурочка. Опере се у преплитању стварног и фантастичног позивају на народне мелодије, реалистичне рецитале, лирске звуке и вештачки конструисане хармоније са упечатљивим оркестарским експресијама. Већина опера Римског-Корсакова су и дан-данас на стандардном репертоару у Русији. Најпознатији одабир из његових опера је „Плес пајаца“ из Сњегурочке, „Поворка племића“ из Младе, „Индијска песма“ из Садка, „Бумбаров лет“ из Бајке цара Салтана, као и свите из Златног петлића и Легенде о невидљивом граду Китежу и девојци Февронији.
Међутим, статус Римског-Корсакова на Западу је базиран на његовим оркестарским делима, међу којима се истичу Шпански капричо, Руска васкршња увертира и симфонијска свита Шехерезада. Осим тога, Римски-Корсаков је компоновао уметничке песме, камерну и концертну музику, и велики број хорских дела, како световних, тако и црквених.

### Опере
- Псковичанка (1868—1872)
- Мајска ноћ (1878—1879)
- Сњегурочка (1880—1881)
- Млада (1889—1890)
- Бадње вече (1894—1895)
- Садко (1895—1896)
- Моцарт и Салијери (1897)
- Племкиња Вера Шелога (1898)
- Царева невеста (1898)
- Бајка цара Салтана (1899—1900)
- Сервилија (1900—1901)
- Бесмртни Кашчеј (1901—1902)
- Пан Војвода (1902—1903)
- Легенда о невидљивом граду Китежу и девојци Февронији (1903—1904)
- Златни петлић (1906—1907)

### Симфоније
- Симфонија бр. 1, оп. 1 (1861-1865/1884)
- Симфонија бр. 2 "Антар", оп. 9 (1868/1875/1897)
- Симфонија бр. 3, оп. 32 (1866-1873/1886)

### Оркестарска дела
- Увертира на руске теме, оп. 28 (1866/1879-1880)
- Фантазија на српске теме, оп. 6 (1867/1886-1887)
- Концерт за тромбон и војни оркестар у Бе-дуру (1877—1878)
- Концерт за кларинет и војни оркестар у Ес-дуру (1878)
- Бајка, оп. 29 (1879—1880)
- Симфонијета на руске теме у а-молу, оп. 31 (1880—1884)
- Клавирски концерт у цис-молу (1882—1883)
- Фантазија на две руске теме за виолину и оркестар, оп. 33 (1886—1887)
- Шпански капричо, оп. 34 (1887)
- Шехерезада - симфонијска свита, оп. 35 (1888)
- Руска васкршња увертира, оп. 36 (1888)
- Серенада за виолончело и оркестар, оп. 37 (1903)

### Камерна дела
- Гудачки квартет у Еф-дуру, оп. 12 (1875)
- Гудачки секстет у А-дуру (1876)
- Квинтет за флауту, клатинет, хорну, фагот и клавир у Бе-дуру (1876)
- Гудачки квартет у Ге-дуру (1897)
- Клавирски трио у це-молу (1897)

## Заоставштина
Током деценија проведених на Конзерваторијуму у Санкт Петербургу, Римски-Корсаков је одшколовао многе композиторе који су касније стекли славу, међу којима Александра Глазунова, Сергеја Прокофјева, Игора Стравинског и Артура Капа.
Заоставштина Римског-Корсакова превазилази његове композиције и његову професорску делатност. Његови неуморни напори у коректури дела других чланова „Велике петорке“ су значајни, иако контроверзни. Они укључују довршетак опере Александра Бородина Кнез Игор (заједно са Глазуновим), оркестрација пасажа из композиције Сезара Кјуја Вилијем Ретклиф и потпуна оркестрација последњег дела Александра Драгомижског, Камени посетилац. Овај напор је био наставак чињенице да су рана дела Римског-Корсакова били под строгим надзором Балакирјева и да су чланови „Велике петорке“ у периоду између шездесетих и седамдесетих година 19. века међусобно сарађивали и учили једни од других.
Док је његово залагање за колеге за сваку похвалу, оно није прошло без проблема код музичке критике. Након смрти Модеста Мусоргског 1881. године, Римски-Корсаков је преузео на себе задатак да ревидира и употпуни неколико његових музичких комада. У неким случајевима те верзије су помогле у ширењу дела Мусоргског на Запад, али је Римски-Корсаков био оптуживан за педантерију у „коректури“ хармоније, итд. Његов аранжман дела Мусоргског Ноћ на голом брду је верзија која се данас изводи. Међутим, критички став према Мусоргском се временом мењао тако да се његов стил, који се сматра неуглачаним, данас цени због своје оригиналности. То је довело до тога да су друге ревизије Римског-Корсакова, као што је она опере Бориса Годунова, пале у немилост и замењене обрадама које су приближније оригиналним рукописима Мусоргског.
Иако се опере Римског-Корсакова ретко изводе изван Русије, музика се у великој мери изводи преко оркестарских свита које је сам саставио, посебно у случају Младе, Бајке цара Салтана и Златног петлића.
Аутобиографија и књиге о хармонији и оркестрацији Николаја Римског-Корсакова омогућавају увид у његов живот и дело.